# Вітовт
Ві́товт, або Вито́вт (лит. Vytautas Didysis; 1350 — 27 жовтня 1430) — великий князь литовський, руський і жемайтський (1392—1430), князь городенський (1370—1382, 1383—1430); князь луцький (1387—1430), титулярний король гуситів у 1422—1427 (обраний на Чаславському сеймі 1422 року). Представник литовської династії Гедиміновичів. Син великого литовського князя і троцького володаря Кейстута, онук Гедиміна. Небіж великого князя литовського Ольгерда, двоюрідний брат польського короля Ягайла. Охрещений тричі: за католицьким (1382), православним (1384) і знову католицьким (1386) обрядами.
Упродовж перших десяти років князювання в Городно воював із литовськими князями і Ягайлом за батьківський спадок. Після Кревської унії (1385) очолив рух за політичну самостійність Великого князівства Литовського. Став його правителем за компромісною Острівською угодою (1392). Перетворив Литву на найбільшу державу пізньосередньовічної Європи. Проявив себе сміливим і жорстким реформатором: вдався до централізації управління, зміцнив боярство, розвинув торгівлю й міщанський стан, створив литовську грошову систему, сприяв заселенню й освоєнню українських земель. У зовнішній політиці маневрував між Польщею, Тевтонським орденом, Московією, Золотою Ордою і Римом. Здійснив успішні походи на ординську Донщину, Приазов'я і Крим (1397), а також на чорноморське узбережжя біля гирл Дніпра і Південного Бугу (1398). Добився від хана Тохтамиша визнання прав на володіння українським степом (1398). Зазнав розгромної поразки на Ворсклі (1399), внаслідок чого потрапив під залежність від Польщі. Протидіяв Московії на сході, продовжуючи політику об'єднання руських земель: приєднав Смоленськ (1404) і Верховські князівства, поширив свій вплив на Рязань, Псков і Новгород. Брав участь у переможній Грюнвальдській битві (1410) проти Ордену. Уклав із Ягайлом Городельську унію (1413), яка задекларувала повторне об'єднання Польщі й Литви. Підтримував зв'язки із чеськими гуситами, надаючи їм допомогу. Був одним з ініціаторів церковної унії між католиками та православними (1418). Безрезультатно намагався стати королем Литви (1398, 1429). Помер у Троках, так і не завершивши більшості важливих починань. У литовській історичній традиції сприймається як національний герой. Прізвисько — Вели́кий (лит. Didysis, за найбільше розширення Литви).

## Імена
- Ві́товт (ст.-укр. Витовтъ[9], біл. Вітаўт) — староруський (український, білоруський) варіант литовського імені.
- Ві́товт Вели́кий (лит. Vytautas Didysis, пол. Witold Wielki) — з прізвиськом.
- Ві́товт Кейсту́тович — по батькові, за традицією іменування руських князів.
- Вітольд, або Вітальд (пол. Witold, лат. Wytawdus, ст.-укр. Витолдъ, Витольтъ[9]) — польський, латинський й альтернативний староруський записи литовського імені.
- Олекса́ндр (ст.-укр. Александръ; лат. Allexander) — хрещене ім'я після хрещення[8]; вживалося в міжнародній документації як перше ім'я великого князя.
- Ві́гант — хрещене ім'я після католицького хрещення[8].
- Витовт — український варіант імені.
- Віта́утас (лит. Vytautas) — литовське язичницьке ім'я[8].

## Біографія

### Дитинство і молоді роки
Народився Вітовт близько 1350 року. Точна дата його народження невідома. Хроніст Конрад Бітшин при описі битви під Рудовою (1370) згадував, що Вітовту, який брав участь у битві, було 20 років. За Кромером, в 1430 році Вітовту було 80. Батько Вітовта Кейстут і його дядько Ольгерд правили спільно і не боролися за владу у Великому князівстві Литовському. Ольгерд був великим князем і займався східними та південними справами, Кейстут вів запеклу боротьбу з поляками, угорцями та тевтонськими лицарями на північному заході. Матір'ю Вітовта була друга дружина Кейстута, язичницька жриця, Бірута.
Перші відомості про Вітовта у джерелах належать до кінця 1360-х років. У 1368 і 1372 роках він брав участь у походах Ольгерда на Москву. У 1374 році отримав у володіння Гродненське князівство. У 1376 році вже як князь гродненський брав участь у поході на Польщу. Від 1377 року робив самостійні походи в землі Тевтонського ордена.
Після смерті Ольгерда в 1377 році Кейстут визнав його старшого сина від другого шлюбу, Ягайла великим князем литовським і продовжив традиційну для себе війну з хрестоносцями.
Проте, Ягайло побоювався свого впливового дядька, до того ж проти Кейстута його налаштовували мати — Уляна Тверська і швагер Войдила.
У лютому 1380 року Ягайло без узгодження з Кейстутом уклав п'ятимісячне перемир'я з Лівонським орденом для захисту своїх спадкових земель у Литві, а також Полоцька, тільки що забраного у свого брата і суперника, Андрія.
31 травня 1380 року Ягайло і великий магістр Тевтонського ордена Вінріх фон Кніпроде уклали таємний договір, поставивши тим самим під удар хрестоносців землі Кейстута, на які дія договору не поширювалася.

### Боротьба за владу у Великому князівстві Литовському
У лютому 1381 року хрестоносці вдерлися в землі Кейстута і рушили в напрямку Трок. Був зруйнований Новий Городок і взято в полон близько 3000 осіб. Комтур Оструди, Гюнтер Гоенштейн повідомив Кейстута про укладення Довидішковського договору, після чого Кейстут вирішив розпочати війну з Ягайлом. В кінці 1381 року він на чолі війська вирушив до Пруссії, але по дорозі різко повернув на Вільно. Незадоволений рішенням батька Вітовт відбув в Дорогочин і Гродно. Кейстут з легкістю взяв Вільно та полонив самого Ягайла. Крім того, він виявив секретний договір з Орденом, яким зміг довести Вітовту плани Ягайла.
Під час переговорів з Ягайлом у Вільні, Вітовта разом з Кейстутом схопили й помістили в Кревський замок. У замку Кейстута задушили, однак Вітовту за допомогою дружини Анни Святославни вдалося втекти.
В ході боротьби з двоюрідним братом Вітовт був змушений двічі бігти у володіння Тевтонського ордена (1382—1384, 1389—1392) а також передати хрестоносцям Жемайтію. Через Берестя і Мазовію Вітовт прибув до Пруссії, де 21 жовтня 1383 року прийняв католицтво та ім'я Віганд. Проте невдовзі, після повернення на батьківщину в 1384 році перейшов у православ'я й отримав ім'я Олександр, проте пізніше повернувся в католицтво, зберігши православне ім'я.
У 1384 році він отримав назад частину спадщини свого батька.
Після унії Великого князівства Литовського з Польщею в 1385 році Вітовт очолив опозиційно налаштоване щодо унії угруповання феодалів ВКЛ. Боровся за незалежність князівства від Польщі й домагався від польського короля Ягайла визнання за собою (на правах намісника) Великого князівства Литовського. За допомогою лицарів Лівонського ордену протягом війни (1389—1392) намагався скинути заступника Ягайла на литовському престолі — свого двоюрідного брата Скиргайло і почати управляти державою незалежно від польського короля.
В результаті цієї боротьби між ним і Ягайло в 1392 році було укладено компромісну Островську угоду, згідно з якою була визнана фактична верховна влада Вітовта в ВКЛ, але Ягайло де-юре зберігав титул великого князя литовського.

### Централізаторська політика. Битва на Ворсклі
За Островською угодою 1392 році польський король Владислав II Ягайло, кузен Вітовта, визнав його довічним правителем Литовського князівства. У 1393 році Вітовт захопив Кам'янець-Подільський. Він ліквідував на території України найбільші удільні князівства — Волинське, Київське, Новгород-Сіверське та Подільське (у 1394), створив замість них звичайні литовські провінції, в яких правили великокнязівські намісники, а Західне Поділля змушений був передати Ягайлові.
Вів тривалу боротьбу з татарами, намагаючись витіснити їх з українського Причорномор'я. Під час князювання Вітовта значно поширилась українська територіальна колонізація на південь та схід, аж до Чорного моря. Вітовт, виконуючи плани «великого княжіння на всій руській землі», розбудовує на півдні українських земель систему опорних укріплень (у Брацлаві, Черкасах та інших містах), закладає фортеці та морські порти у південних степах (кінець XIV — початок XV століття; Каравул (на Дністрі), Чорне місто (Черн; на лівому березі Дністровського лиману), Коцюбіїв (Кацібей, Качибей — на берегах Одеської затоки, між двох лиманів — Хаджибейського (Кацибейського) і Куяльницького (Куганлик); на місці сучасної Одеси), ряд військових поселень на Південному Бузі (Бужин та Вітовтова переправа (міст) (Первомайськ)) і нижньому Дніпрі (Дашів та Вітовтова Митниця)); здійснює у 1397—1398 роках два переможних походи проти Золотої Орди.
Збудував на приєднаних південних кордонах своєї держави велику систему укріплень, яка складалася з фортець: Дашів (пізніше Очаків), Соколець (пізніше Вознесенськ), Каравул (пізніше Рашків), Виноградна Круча (Миколаїв), Коцюбіїв (пізніше Одеса).
З 1398 року Литовська держава стала називатися Велике князівство Литовське, Руське. Водночас було встановлено сюзеренітету Великого князівства Литовського над улусами Курумиши та Манкерман (південноруськими землями), що підтверджував особливий ярлик Тохтамиша, яким Золота Орда в його особі формально зрікалася прав власності на ці землі, поступаючись ними на користь Вітовта. Останній натомість зобов'язувався допомогти колишньому ханові поновити владу в Золотій Орді. Проте поразка литовсько-руських військ у битві на річці Ворсклі (1399) від золотоординського війська перекреслила мрії Вітовта про об'єднання в межах литовської держави всієї Русі-України. Після цієї поразки зупинилось становлення самостійної Литовсько-Руської держави, й Вітовт вимушений був йти на зближення з Польщею. У 1401 році уклав з Ягайлом Віленсько-Радомську унію, якою офіційно визнавався як «великий князь всіх земель литовських».

### Великий князь Литовський (1401—1409)
Протягом 1406—1408 років здійснив три походи у Московське князівство, встановивши в 1408 році кордони між Литвою та Московією у верхів'ях ріки Ока по річках Угра, Росса та Бриня. Василь I перестав підтримувати Свидригайла Ольгердовича та визнав приналежність до Великого князівства Литовського Смоленської землі та Верховських князівств.
Угрський договір 1408 року затвердив панівне положення Великого князівства Литовського у Східній Європі, що дозволило Вітовту посилити свою владу над Псковом та Новгородом і полегшило тривалу боротьбу з Тевтонським орденом на заході. Дружина Василя I, Софія Вітовтівна, часто та довго бувала у князівстві, гостювала у свого батька. Після смерті Василя I (1425) Вітовт суттєво впливав на внутрішні справи Московського князівства і навіть став опікуном дев'ятирічного сина Василя I, — Василя II Темного. Мирні відносини між Литвою та Московією зберігалися до 1492 року.

### Велика війна і Грюнвальдська битва (1409—1413)
У 1409 році з Польщі надходила інформація, що Ягайло заявляв про передачу Вітовту Поділля на заміну за поступки останнього у своїй політиці щодо німців. У 1410 році Вітовт разом з Ягайлом очолював польсько-литовсько-руські війська, які завдали поразки німецьким лицарям у Грюнвальдській битві. Вітовт сприяв розвиткові торгівлі, ремесел, запроваджував у містах, в тому числі й в Україні, магдебурзьке право. У 1411 році Ягайло передав йому Поділля, де до смерті Вітовта (1430) правили його старости (намісники).
У 1413 році уклав з Польщею Городельську унію, яка обмежувала права та привілеї української православної шляхти у Великому князівстві Литовському.

### Останні роки правління. Луцький з'їзд (1413—1430)
15 листопада 1415 року за ініціативою Вітовта собор єпископів у Новгородку посвятив, всупереч волі константинопольського патріарха, Григорія Цамблака на митрополита Київського і всієї Русі.
У підконтрольному Вітовту Луцьку 6 січня 1429 року розпочався 13-тижневий з'їзд європейських монархів. Була спроба Вітовта отримати королівську корону. У 1430 році імператор Священної Римської імперії Сигізмунд Люксембург проголосив його королем «Литовського королівства». На 29 вересня 1430 року було призначено церемонію коронації Вітовта, запрошено чимало гостей. Але освячена корону, надіслану Сигізмундом до Вітовта, перехопила польська шляхта.
Невдовзі, 27 жовтня 1430 року, Вітовт помер, так і не бувши коронованим як король.

## Членство в Ордені Дракона
Вітовт входив у число 24-х лицарів Ордена Дракона разом з Владиславом II Ягайлом, Владом II Дракулою і іншими європейськими монархами.

## Титули

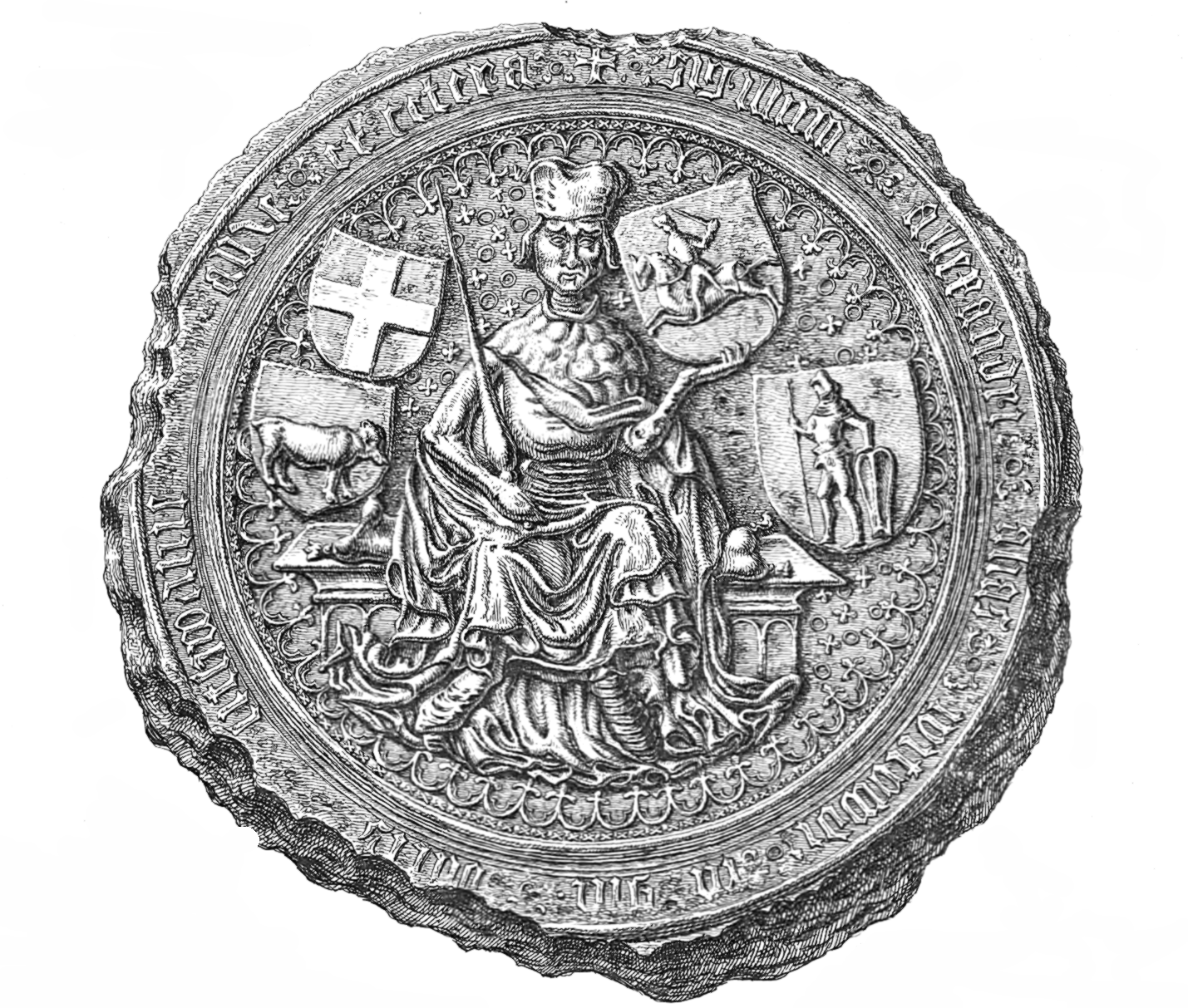
Велика печатка Вітовта з гербами Литви (погоня), Троків (піхотинець), Жмуді (ведмідь) і Русі (хрест), 1407 рік

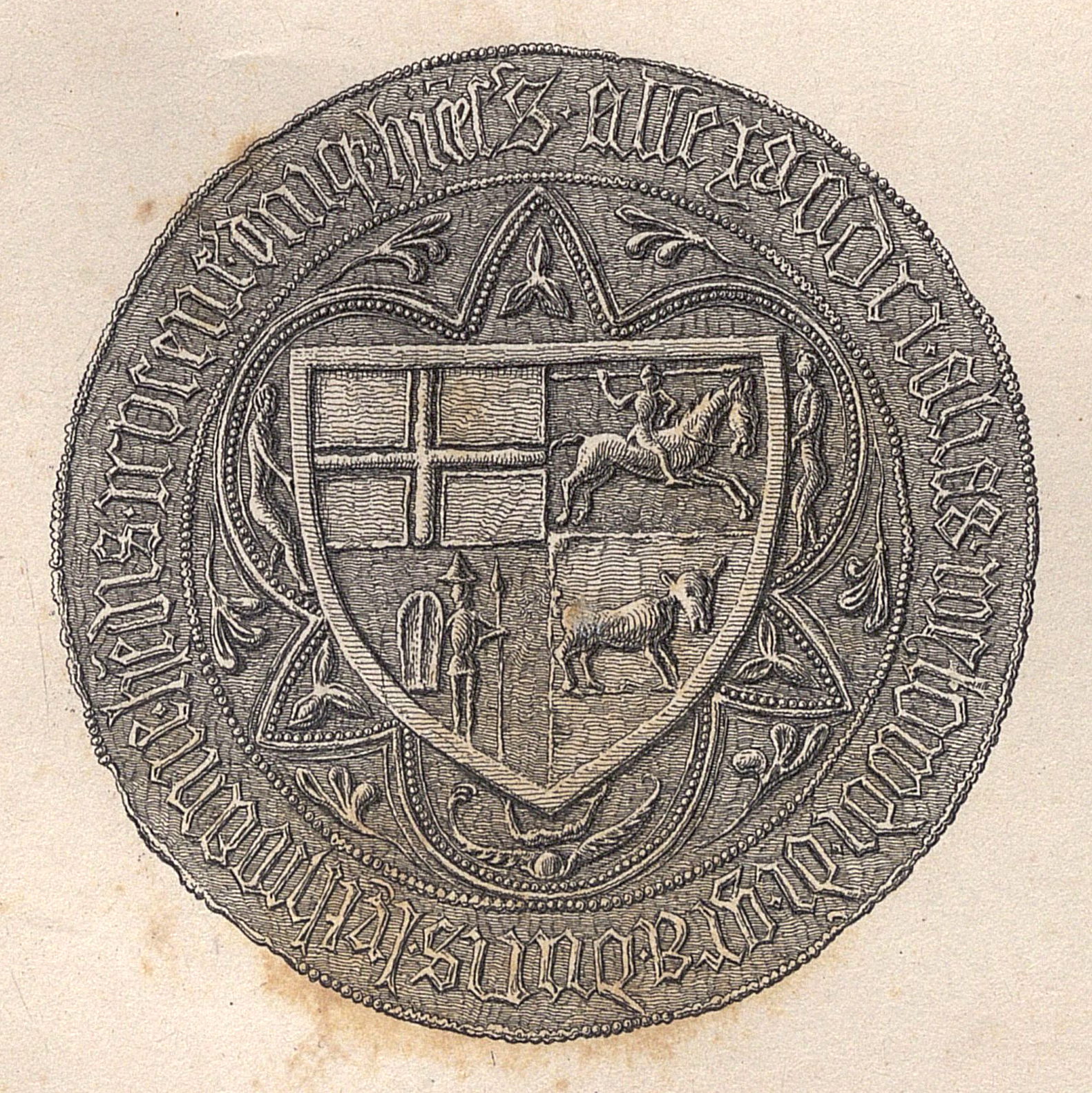
Велика печатка Вітовта, 1404 рік

- 1387: лат. Nos Alexander alias Witoldus, Dei Gracia, dux brestensis et haradiensis etc (Ми, Олександр, або Вітовт, милістю Божою, князь Берестейський і Городенський)[17]
- 1388, липень: ст.-укр. Мы Александръ, або Витовтъ, зъ Божей ласки великій князь Литовскій, и дѣдичь Городенскій, Берестейскій, Дорогицкій, Луцкій, Влодимерскій и иншихъ[9]
- 1392: лат. Witowdus dei gratia dux Lithuanie, dominus trocensis luczensis etc (Вітовт, милістю Божою, князь Литви, господар Троцький, Луцький та інших)[18]
- 1396: лат. Nos Allexander alias Wytawdus Supremus dux Littovie[19] (Ми, Олександр, або Вітовт, верховний князь Литви)
- 1407: лат. Sigillum Allexandri allas Wytowdi magnis ducis Lithwanie d[omini]ni Russie et cetera[20] (Печатка Олександра, або Вітовта, великого князя Литви, господаря Русі та інших)

## Сім'я
- Дід: Гедимін
- Батько: Кейстут
- Мати: Бірута
- Дядько: Ольгерд
- Кузен: Владислав II Ягайло
- 1-ша дружина: Марія Лукомська
- 2-га дружина: Анна Святославна[21]
  - Донька: Софія Вітовтівна, дружина московського князя Василя I
- 3-тя дружина: Юліана Іванівна Гольшанська

## Вшанування пам'яті
На честь великого князя Вітовта названо чимало об'єктів у Литві, Польщі, Україні. Його ім'я носить університет в литовському місті Каунас. Пам'ятники Вітовту встановлені у Каунасі, Вільнюсі, Сянеї-Тракаї, Бірштонасі, Пярлое, Велюоні й багатьох інших містах Литви, а також у білоруському Гродні. Скульптурне зображення Вітовта також є частиною пам'ятника «Грюнвальд» у Кракові.
У місті Каунас є Костел Вітовта Великого.
Під мурами Луцького замку розташований історичний ресторан «Корона Вітовта», названий в пам'ять з'їзду монархів і княжого бенкету 1429 року. На графічних картинах (досить часто монументальних) луцького художника Олександра Дишка на тему історії Луцька та Волині зображено князя Вітовта з військом.
З ініціативи Київського еколого-культурного центру один з вікових дубів у Голосіївському лісі біля НУБіП міста Києва був названий ім'ям князя Вітовта.
З 23 серпня 2020 року почесне найменування «імені Великого князя Вітовта» носить 40-ва окрема артилерійська бригада Сухопутних військ Збройних Сил України.
Вулиця Вітовта (Vytauto gatvė) є у литовських містах Алітус, Вільнюс, Клайпеда, Паланга, Паневежис, Тракай, Укмерге та Шяуляй
У місті Дніпро вулицю Романовського перейменували на вулицю Князя Вітовта.
У місті Кременчук провулок Правди перейменували на провулок Князя Вітовта.
18 квітня 2024 року у місті Каховка Херсонської області вулицю Невського перейменували на вулицю Князя Вітовта.
У місті Первомайськ Миколаївської області вулицю Василя Жуковського перейменували на вулицю Князя Вітовта.

## Галерея

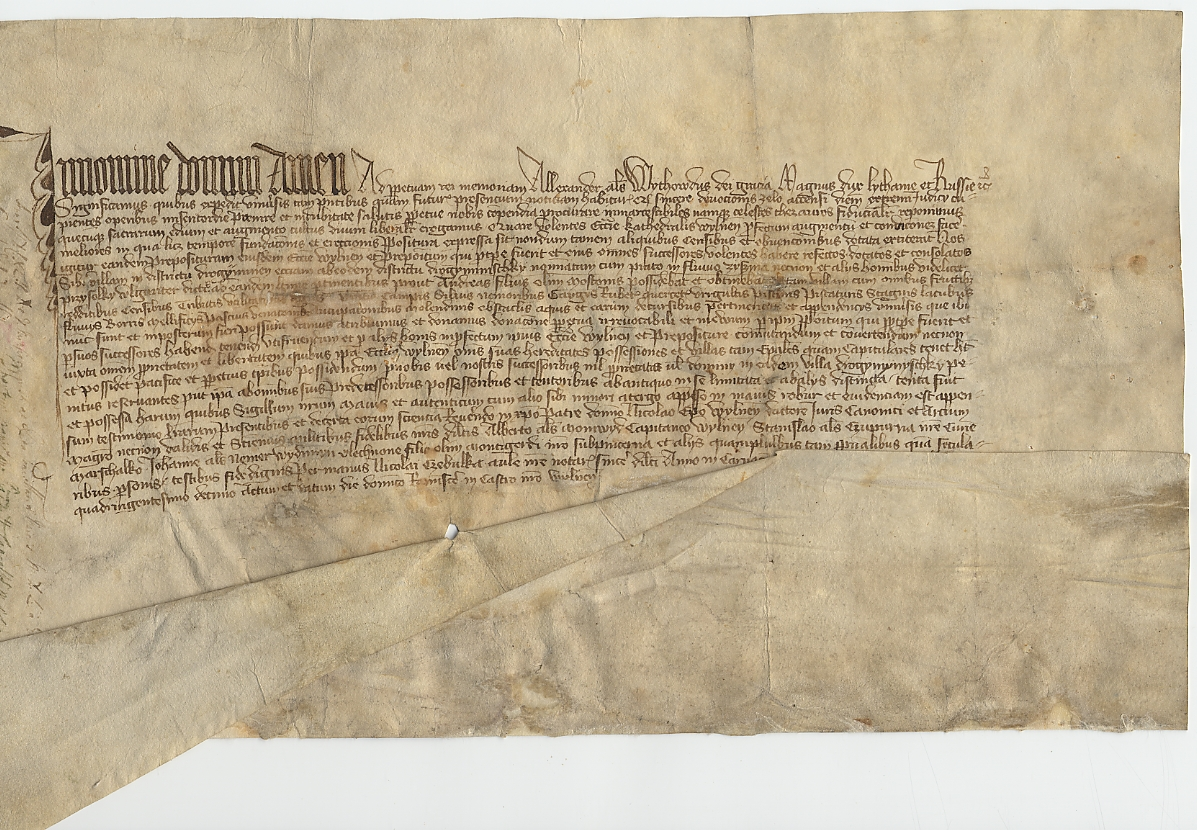
Едикт Вітовта, 1410 рік
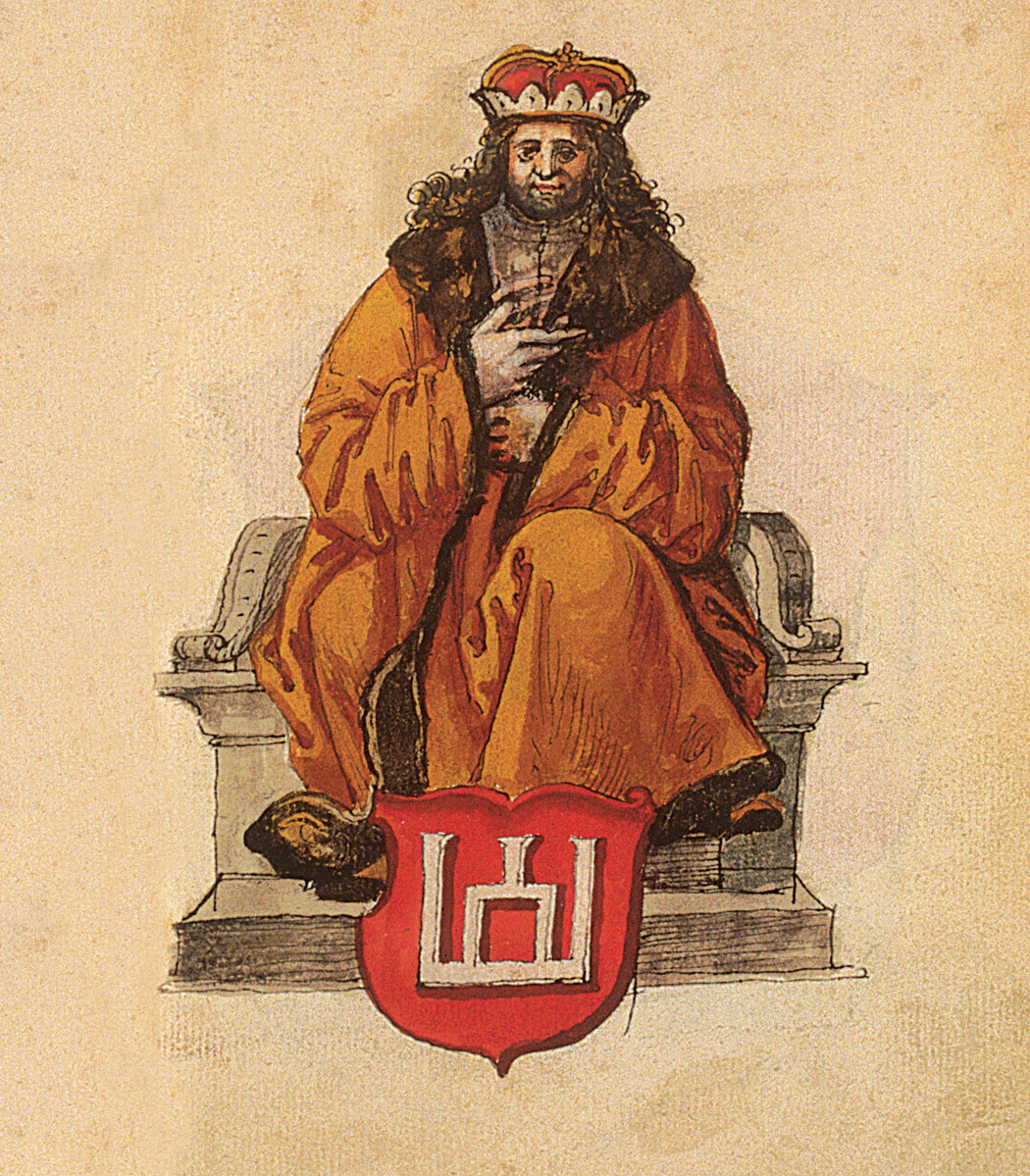
Вітовт, 1555 рік
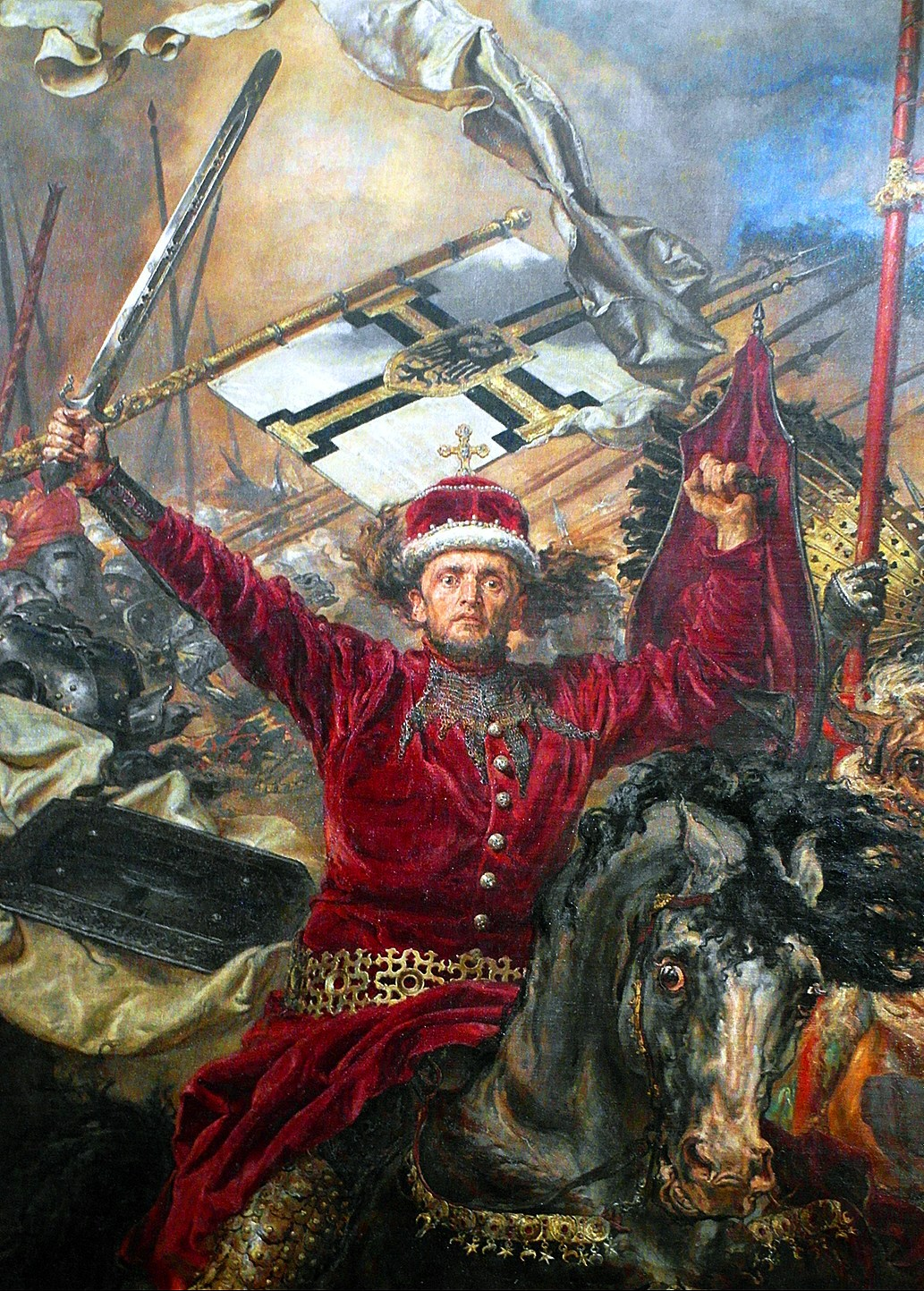
Вітовт (фрагмент картини «Битва під Грюнвальдом»), Ян Матейко
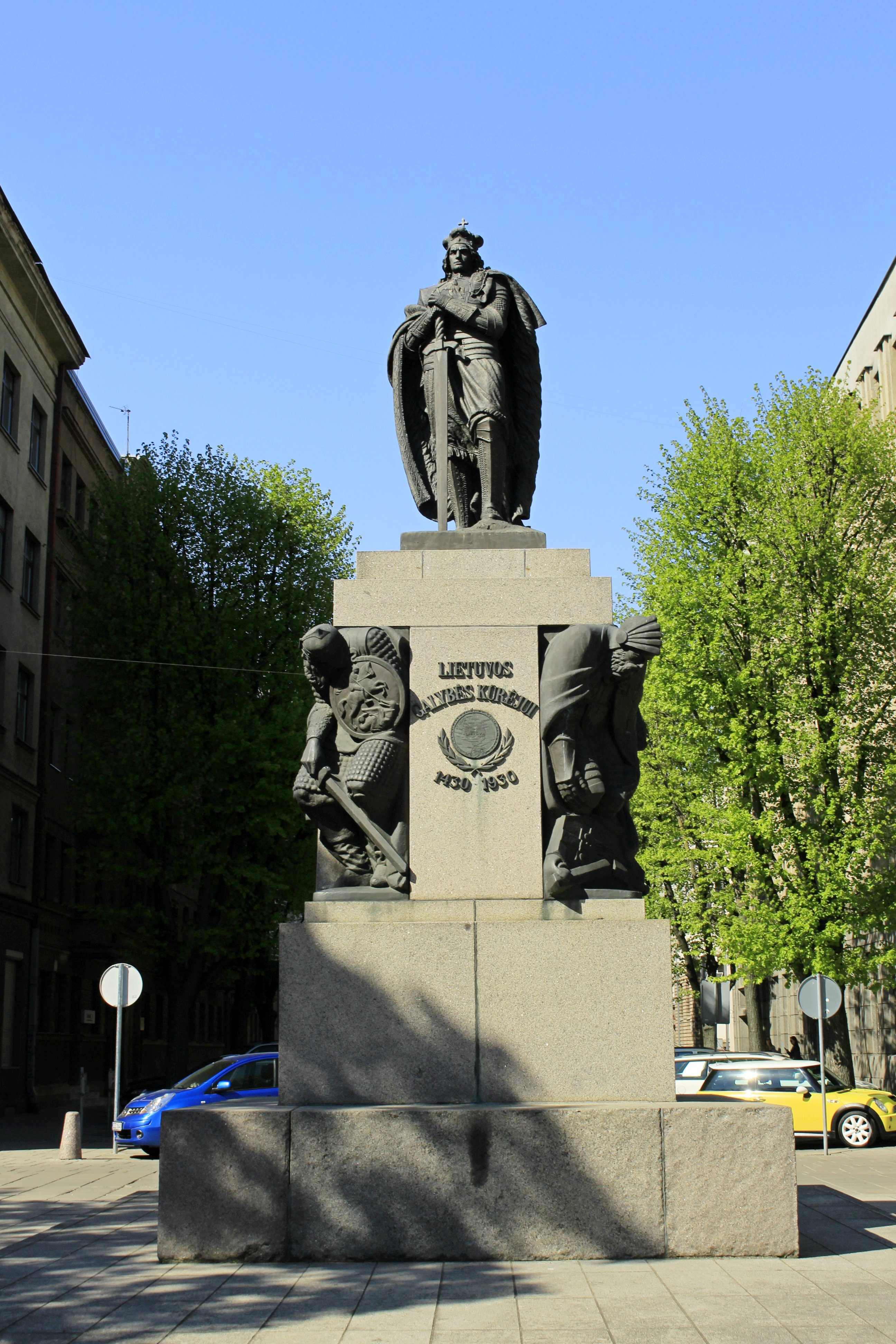
Пам'ятник Вітовту Великому у місті Каунас
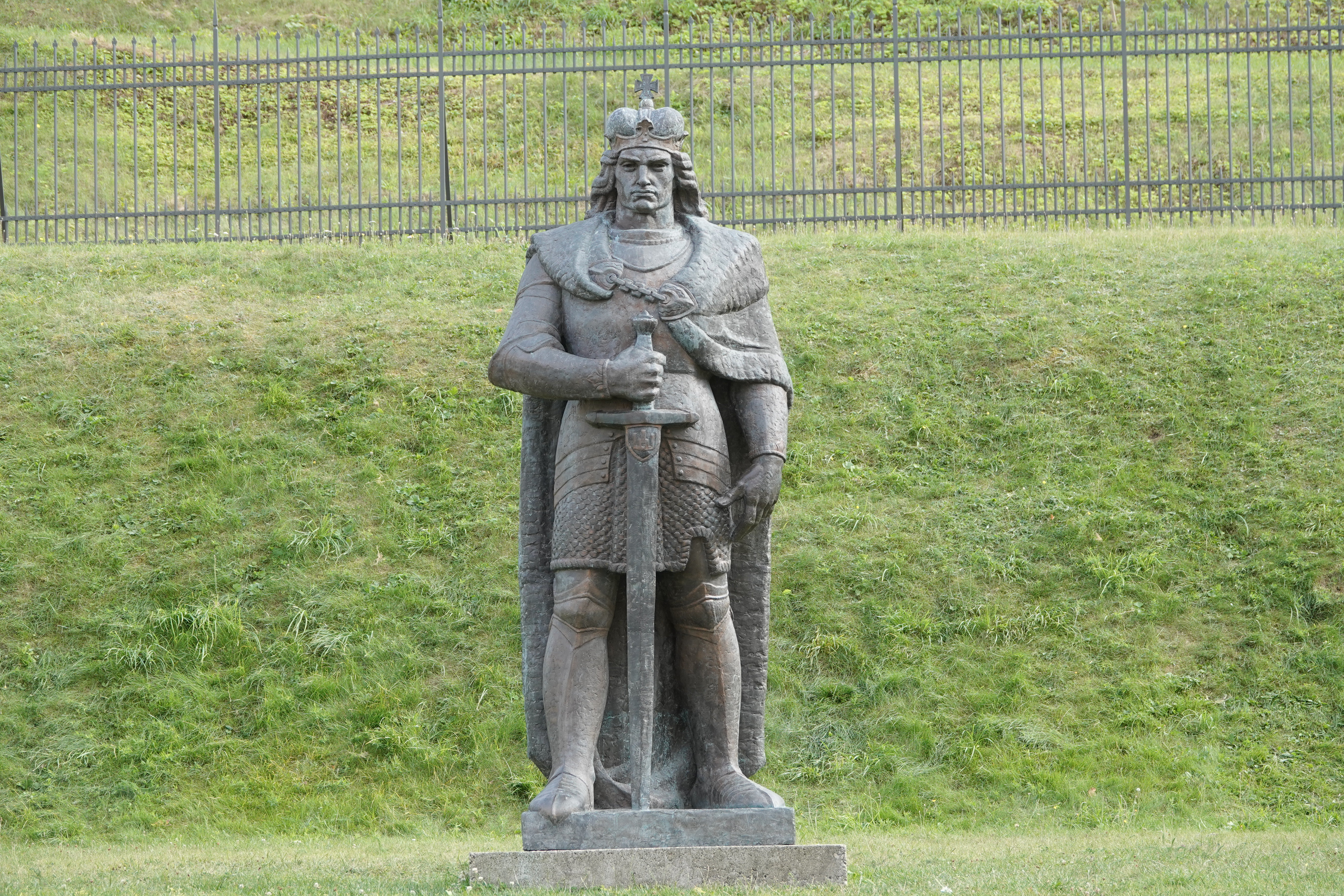
Скульптура Вітовта Великого у місті Вільнюс
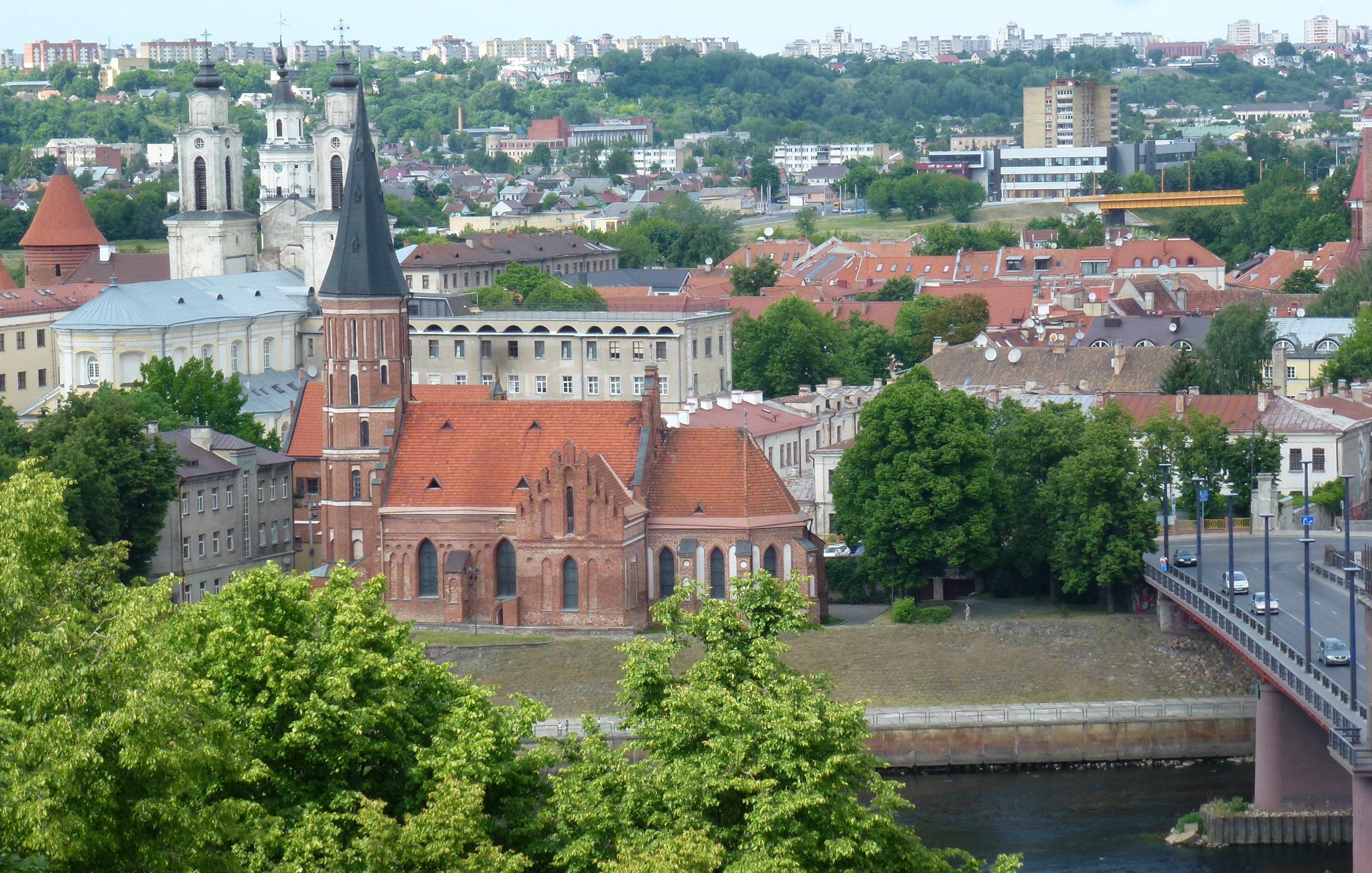
Костел Вітовта у місті Каунас
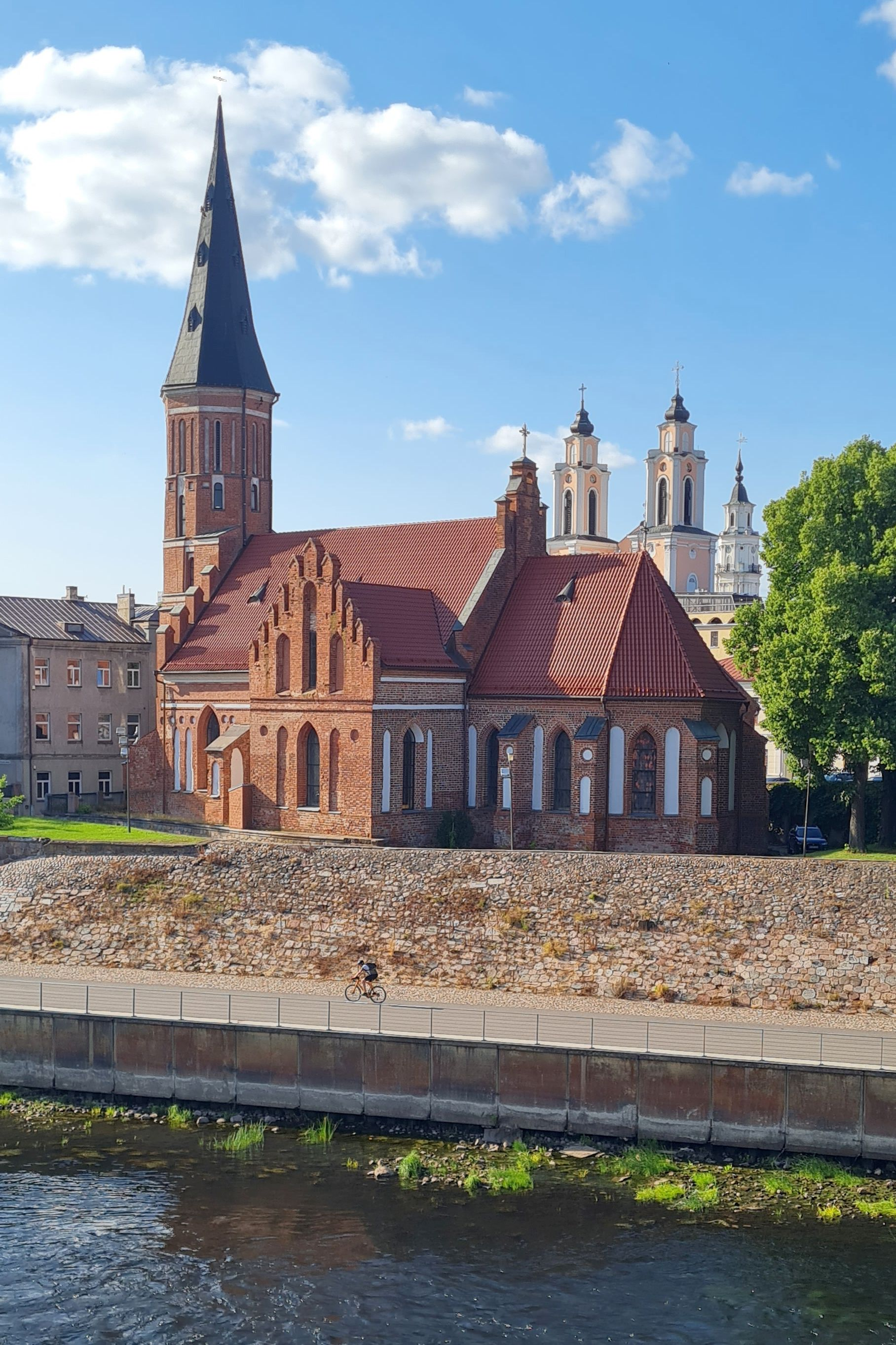
Костел Вітовта у місті Каунас
Знак 40 окремої артилерійської бригади імені Великого князя Вітовта ЗСУ

### Монографії
- Kolankowski L. Dzieje Wielkiego Księstwa Litewskiego za Jagiełłonów. Warszawa, 1930.
- Koncius J. Vytautas the Great. Maiami, 1964.
- Konecny F. Jagiełło i Witold. Lwów, 1893.
- Kosman M. Wielki księze Witold. Warszawa, 1967.
- Łowmiański H. Witold wielki księze litewski. Wilno, 1930.
- Mickunaite Giedre. Making a Great Ruler: Grand Duke Vytautas of Lithuania.& Budapest, New York: Central European University Press, 2006.
- Nikodem J. Witold. Wielki książę litewski (1354 lub 1355-27 października 1430). — Kraków : Avalon, 2013.
- Pfitzner J. Grossfürst Witold von Litauen als Staatsmann. Prag-Brunn, 1930.
- Prochaska A. Ostatnie lata Witolda: Studyum z dziejów intrygi dyplomatycznej. Warszawa, 1882.
- Prochaska A. Dzieje Witolda wielkiego księcia Litwy. Wilno, 1914.
- Грушевський М. Історія України-Руси. Т. IV—V.  К., 1993—1995.
- Чаропко В. К. Великий князь Витовт. Минск: ФУАинформ, 2010.  [Архівовано 30 жовтня 2013 у Wayback Machine.]

### Статті
- Wasilewski T. Daty urodzin Jagiełły i Witolda: Przyczynki do geneałogii Gedyminowiczów // Przegłąd Wschodni 1991. — t. 1, z. 1.
- Михайловський В. Західне Поділля під володінням Вітовта у 1411—1430 роках: надавча політика у світлі документів // До джерел: Збірник наукових праць на пошану Олега Купчинського з нагоди його 70-річчя. Київ-Львів, 2004. T. 2. С. 110-128.
- Терещенко Ю. Великий князь литовський Вітовт — речник зміцнення Литовсько-Руської держави (Ч.1.): https://m.day.kyiv.ua/article/istoriya-i-ya/velykyy-knyaz-lytovskyy-vitovt-rechnyk-zmitsnennya-lytovsko-ruskoyi-derzhavy
- Терещенко Ю. Великий князь литовський Вітовт (Ч.2.): https://day.kyiv.ua/article/istoriya-i-ya/velykyy-knyaz-lytovskyy-vitovt
- РЕІНТЕРПРЕТАЦІЯ ОБРАЗУ ГАЛИЦЬКО-ВОЛИНСЬКОГО КНЯЗІВСТВА  В ТВОРЧОМУ ДОРОБКУ МИСТЕЦЬКОГО ОБ'ЄДНАННЯ «КУЛЯ»: http://www.aphn-journal.in.ua/archive/48_2022/part_1/9.pdf
- Художній музей — до з'їзду європейських монархів у Луцьку: https://www.volyn.com.ua/news/122009-khudozhnii-muzei-do-z-izdu-ievropeiskykh-monarkhiv-u-lutsku

### Словники
- Шабульдо Ф. М. Вітовт (Вітаутас) [Архівовано 23 жовтня 2013 у Wayback Machine.] // Енциклопедія історії України : у 10 т. / редкол.: В. А. Смолій (голова) та ін. ; Інститут історії України НАН України. — К. : Наукова думка, 2003. — Т. 1 : А — В. — С. 580—581. — ISBN 966-00-0734-5.
- Витовт // Енциклопедія українознавства : Словникова частина : [в 11 т.] / Наукове товариство імені Шевченка ; гол. ред. проф., д-р Володимир Кубійович. — Париж — Нью-Йорк : Молоде життя, 1955—1995. — ISBN 5-7707-4049-3. Т. 1. С. 261—262.
- Гайдай Л. Історія України в особах, термінах, назвах і поняттях. — Луцьк : Вежа, 2000.
- Довідник з історії України [Архівовано 10 квітня 2009 у Wayback Machine.] / За ред. І. Підкови та Р. Шуста. — К.: Генеза, 1993.
- Малий словник історії України / відпов. ред. В. А. Смолій. — К. : Либідь, 1997. — 464 с. — ISBN 5-325-00781-5.